# Апостол Філіп хрестить ефіопського вельможу
«Апостол Філіп хрестить ефіопського вельможу» — картина нідерландського художника Яна ван Скорела

## Ян ван Скорель та італійські впливи
Ян ван Скорель прожив довге для 16 ст. життя, мандрував небезпечним тоді світом і дістався навіть до Палестини, попрацювала при дворі папи римського і повернулась до Утрехта, де була велика його майстерня попри сан священика. Скорель малював картини, брався за інженерні завдання, писав вірші, був археологом-аматором, грав на музичних інструментах. Старий бачив багато лиха і лихих людей. Зрозуміло, що біблія стала для нього важливішою книгою, а служіння церкві навернуло до створення картин біблійної тематики. Одна з них «Апостол Філіп хрестить ефіопського вельможу»

## Опис твору
В картині Скорель точно іде за розповіддю у книзі «Діяння святих апосолів». Філіпу явився янгол, що наказав дістатися Гази та покинути Єрусалим. Той  зустрів на дорозі візок, в котому їхав зберігач скарбів королеви Кандакії. Цю посаду могла обіймати лише вельможна особа. Навіть в дорозі вельможа перечитував книгу пророка Ісайї, тобто був вже письменним. Трохи здивований апостол не стримався і запитав, чи розуміє подорожній те, що читає. Вельможа не посоромився зізнатися, що не розуміє, бо потребує наставника-тлумача. Тлумачем і став апостол, що розповів про житіє Христа та його мученицьку смерть за гріхи цього тривожного світу. Вже налаштований до віри вельможа зажадав бути хрещеним, що і виконав апостол Філіп, коли обидва дістались води.
Скорель як священик вважав, що таїнство хрещення перелаштовує свідомість особи та залучає її до широкого товариства християн, а кінець кінцем до спасіння душі, головного завдання християнської віри. Тому зібрав у картині всі кращі свої художні знахідки та сподівання. В широкому пейзажі подано дві різні за часом події — це зустріч апостола з візком вельможі на дорозі та сцена самого хрещення. Так в творі відбилися традиції нідерландського живопису того часу. Далі почалися додатки самого художника — струмок ліворуч, дерева повз дороги, розкішна і вигадлива збруя коней, скелі вдаличині з містами та фортечними мурами, котрі можна було побачити тоді в Італії, де мешкав і сам Скорель. Картина вражає світлими, майже святковими кольорами, баченими Скорелем в картинах венеційських майстрів. Пафос відкриття Світу, нових країн і їх багатої культури перемішаний в картині з різними стилістичними впливами — запізнілим нідерландським відродженням, маньєризмом і враженнями від реальності. При цьому художник і священик намагався не втрачати повчального характеру твору.

## Експертиза
Картина походить зі збірок випускника Імператорського харківського універитету Аркадія Алфьорова (1818-1890).
Приналежність картини нідерландській школі не викликала сумнівів. Невпевненість була лише з атрибуцією — картину виконав сам Ян ван Скорель чи над нею працювали і учні. Експертну оцінку дав працівник Державного Ермітажу М. В. Доброклонський, головний охоронець малюнків західноєвропейських художників в музеї. Виправлена також і назва. Відбулося хрещення не євнуха, а за біблією ефіопського вельможі.